# Museo d'arte regionale di Černihiv
Il Museo d'arte regionale di Černihiv, o in modo più completo Museo d'arte regionale di Černihiv intitolato a Hryhorij Galagan (in ucraino Чернігівський обласний художній музей імені Григорія Ґалаґана?; in russo Черниговский областной художественный музей?), è un museo statale che si trova a Černihiv nell'omonima oblast' dell'Ucraina. La sua collezione è la più importanti della regione con opere di artisti sia nativi sia provenienti da altri Paesi.

## Storia

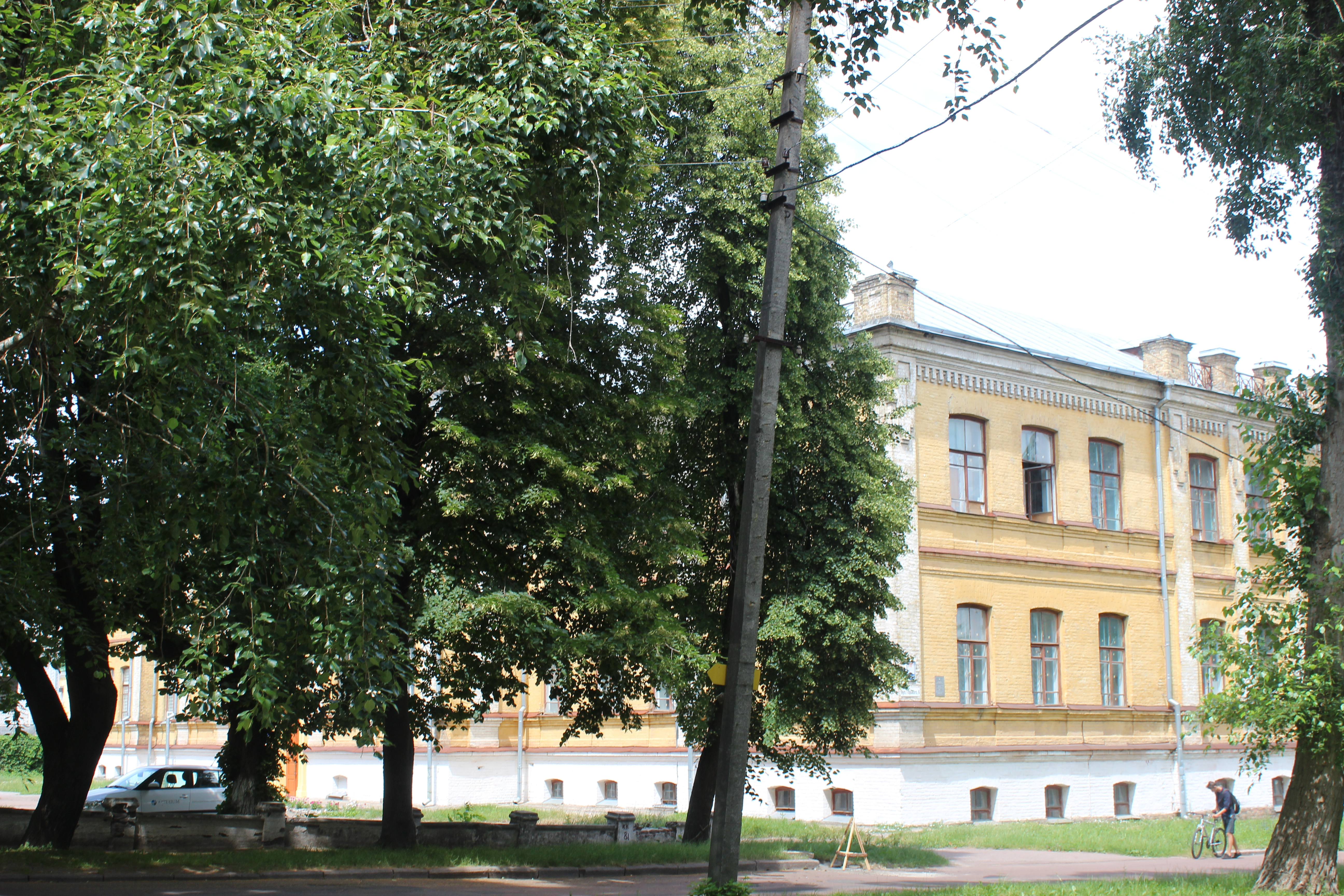
Sede museale vista dal vicino parco Dytynet

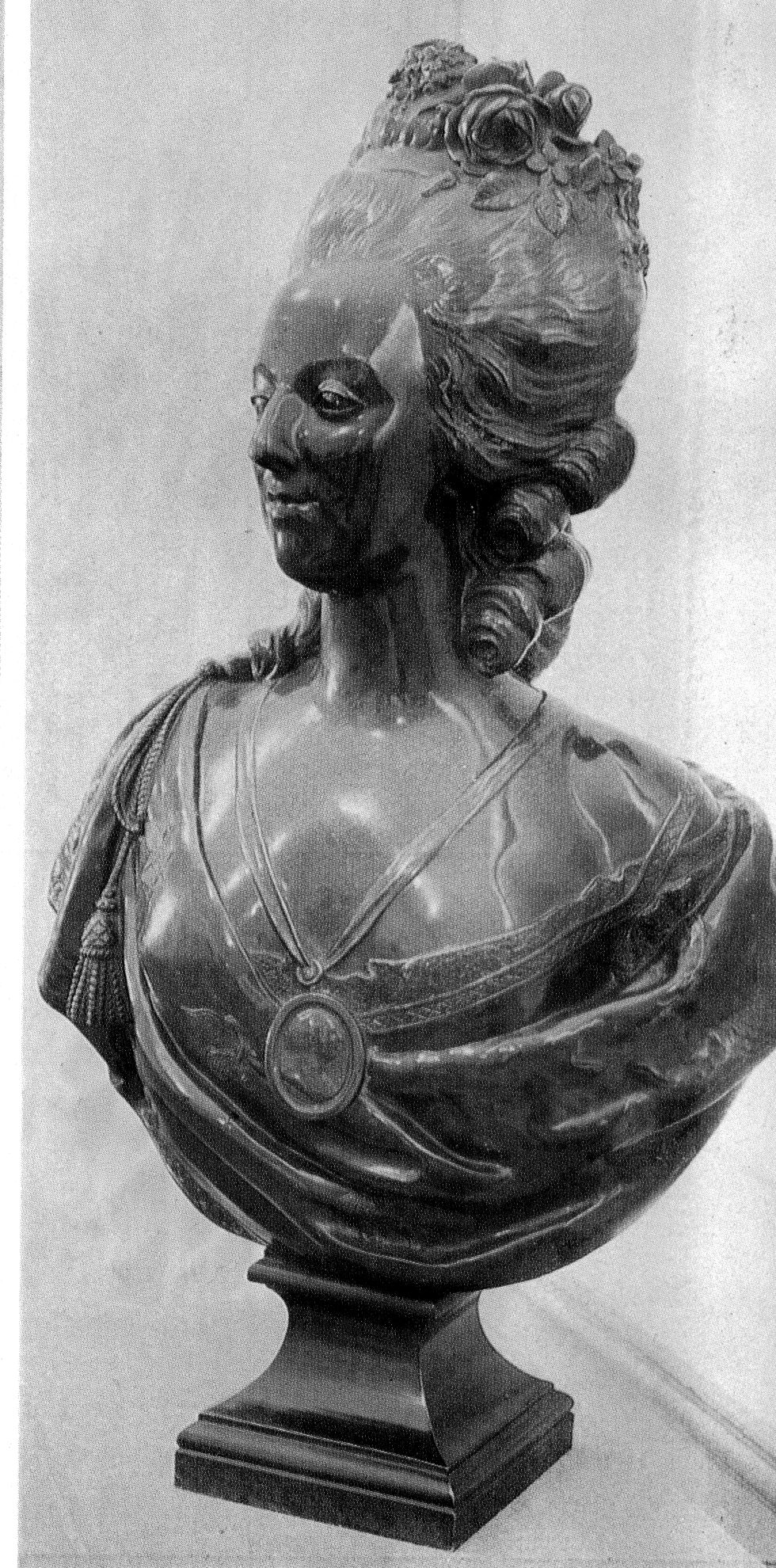
Busto raffigurante Maria Antonietta

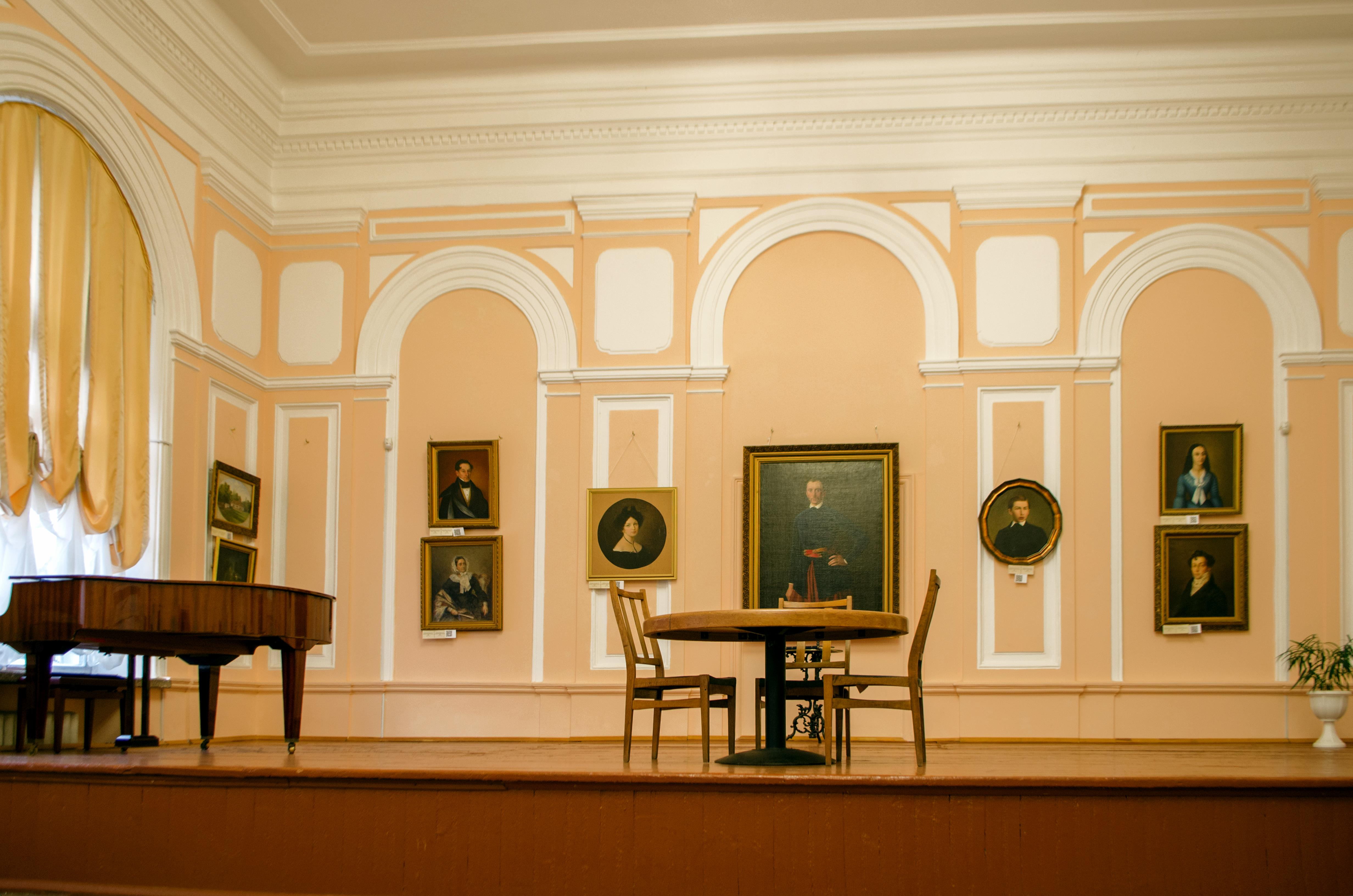
Sala espositiva

Il museo dedicato a Hryhorij Pawlowytsch Galagan, etnografo, filantropo e mecenate ucraino di origini cosacche è stato aperto nel 1983. La raccolta delle opere che vi sono conservare è iniziata già durante il XVIII secolo da parte di Galagan.

## Descrizione
Il museo si trova affacciato al parco Dytynet, nella parte sud orientale del centro storico cittadino vicino all'ansa del Desna e la sua sede è un monumento architettonico risalente al XIX secolo. La collezione del museo conta circa 9 000 reperti che comprendono capolavori dell'arte dell'Ucraina e dell'Europa occidentale. I dipinti della collezione comprendono il periodo del barocco ucraino del XVI secolo ma anche opere di artisti olandesi, fiamminghi, francesi e italiani. Molto significative sono le icone, la più importante delle quali raffigura l'Arcangelo Michele, affiancata da numerose altre che raffigurano la Vergine. Oltre alle opere pittoriche sono raccolte anche sculture ed altre opere artistiche.